# Petronius Probinus
Petronius Probinus (fl. aut. 341) était un homme politique de l'Empire romain.

## Vie
Il est le fils de Petronius Probianus et de sa femme Anicia.
Il était consul en 341.
Il fut le père de Sextus Claudius Petronius Probus.